# Кистрянка
Кистрянка — река в России, протекает в Спасском районе Рязанской области. Левый приток Оки

## География
Река Кистрянка берёт начало в болотистой местности у села Погорелое. Течёт в южном направлении. У села Новый Киструс впадает Киструсскую старицу — старицу реки Оки. Устье реки находится в 593 км по левому берегу реки Оки. Длина реки составляет 13 км.

## Данные водного реестра
По данным государственного водного реестра России относится к Окскому бассейновому округу, водохозяйственный участок реки — Ока от города Рязань до водомерного поста у села Копоново, без реки Проня, речной подбассейн реки — бассейны притоков Оки до впадения Мокши. Речной бассейн реки — Ока.
По данным геоинформационной системы водохозяйственного районирования территории РФ, подготовленной Федеральным агентством водных ресурсов:
- Код водного объекта в государственном водном реестре — 09010102212110000025874
- Код по гидрологической изученности (ГИ) — 110002587
- Код бассейна — 09.01.01.022
- Номер тома по ГИ — 10
- Выпуск по ГИ — 0